# Chaleumpol Tikumpornteerawong
 (mai 2019).
Si vous disposez d'ouvrages ou d'articles de référence ou si vous connaissez des sites web de qualité traitant du thème abordé ici, merci de compléter l'article en donnant les références utiles à sa vérifiabilité et en les liant à la section « Notes et références ».
Chaleumpol Tikumpornteerawong (แจ๊ค เฉลิมพล ทิฆัมพรธีระวงศ์ / Jack Chalermpol Thikumpornteerawong / เฉลิมพล ทิฆัมพรธีรวงศ์ / Chaloemphon Thikhamphonthirawong / แจ๊ค แฟนฉัน), né le 13 août 1989 à Saraburi, est un acteur thaïlandais.

## Biographie
En 2003, Chaleumpol Tikumporteerawong joue  le rôle de Jack, le super cancre, goinfre et chef de la bande des garçons dans la comédie familiale Fan Chan (immense succès au cinéma en Thaïlande en 2003) : depuis, on l'appelle communément Jack Fan Chan (แจ๊ค แฟนฉัน).
En 2012, il participe à l'organisation d'une fête du nouvel an thaïlandais sur la plage Patong Beach à Phuket : la justice se saisit de l'affaire, il risque un an de prison, et, finalement, il échappe à la prison.
Il joue aussi dans de multiples séries télévisées comme par exemple แก้วกลางดง sur Channel 3 en 2019.

## Filmographie
- 2003 : Fan Chan
- 2005 : เด็กเดน / Dek Den
- 2005 : Ghost Variety (วาไรตี้ผีฉลุย)
- 2006 : A Bite of Love (ข้าวเหนียวหมูปิ้ง)
- 2006 : Le Pensionnat
- 2006 : Seasons Change (เพราะอากาศเปลี่ยนแปลงบ่อย)
- 2006 : Lucky Loser (หมากเตะรีเทิร์นส)
- 2006 : The Possible (เก๋า..เก๋า)
- 2007 : Dog ! la folle aventure (Mid-Road Gang /มะหมา 4 ขาครับ)[9]
- 2007 : Train of the Dead (ชุมทางรถไฟผี)[10]
- 2007 : The Bedside Detective (สายลับจับบ้านเล็ก)
- 2008 : Valentine (คริตกะจ๋า บ้าสุดสุด)
- 2008 : Hormones (ปิดเทอมใหญ่...หัวใจว้าวุ่น)
- 2008 : Friendship (เฟรนด์ชิพ เธอกับฉัน)
- 2009 : Best of Times (ความจำสั้น แต่รักฉันยาว)
- 2009 : Bangkok Traffic (Love) Story (รถไฟฟ้า มาหานะเธอ)
- 2010 : The Holy Man 3 (หลวงพี่เท่ง 3)
- 2011 : บางคนแคร์ แคร์บางคน
- 2011 : Folk Songs Forever (เหลือแหล่)
- 2012 : ATM Errak Error (ATM เออรัก เออเร่อ)
- 2012 : Seven Something (รัก 7 ปี ดี 7 หน)
- 2013 : Love in the Rain (ฤดูที่ฉันเหงา)
- 2016 : Hauting in Japan ( บุปผาอาริกาโตะ)
- 2017 : สาระแน เลิฟยูววว
- 2018 : Brother Of The Year (น้อง.พี่.ที่รัก)
- 2019 : ออนซอนเด